# Coenostolopsis
Coenostolopsis és un gènere d'arnes de la família Crambidae.

## Taxonomia
- Coenostolopsis apicalis (Lederer, 1863)
- Coenostolopsis selenophora (Hampson, 1912)
- Coenostolopsis terminalis Munroe, 1960